# Katharine Anthony
Katharine Susan Anthony, a veces también escrito como Katherine (Roseville, Arkansas, 27 de noviembre de 1877 - Nueva York, 20 de noviembre de 1965), fue una biógrafa e historiadora estadounidense, conocida por The Lambs (1945), un controvertido estudio sobre los escritores británicos Mary y Charles Lamb. 

## Trayectoria
Anthony nació en Roseville, Condado de Logan, Arkansas, fue la tercera hija de Ernest Augustus Anthony (1846-1904) y Susan Jane Cathey (1845-1917). Su padre fue tendero y luego oficial de policía. 

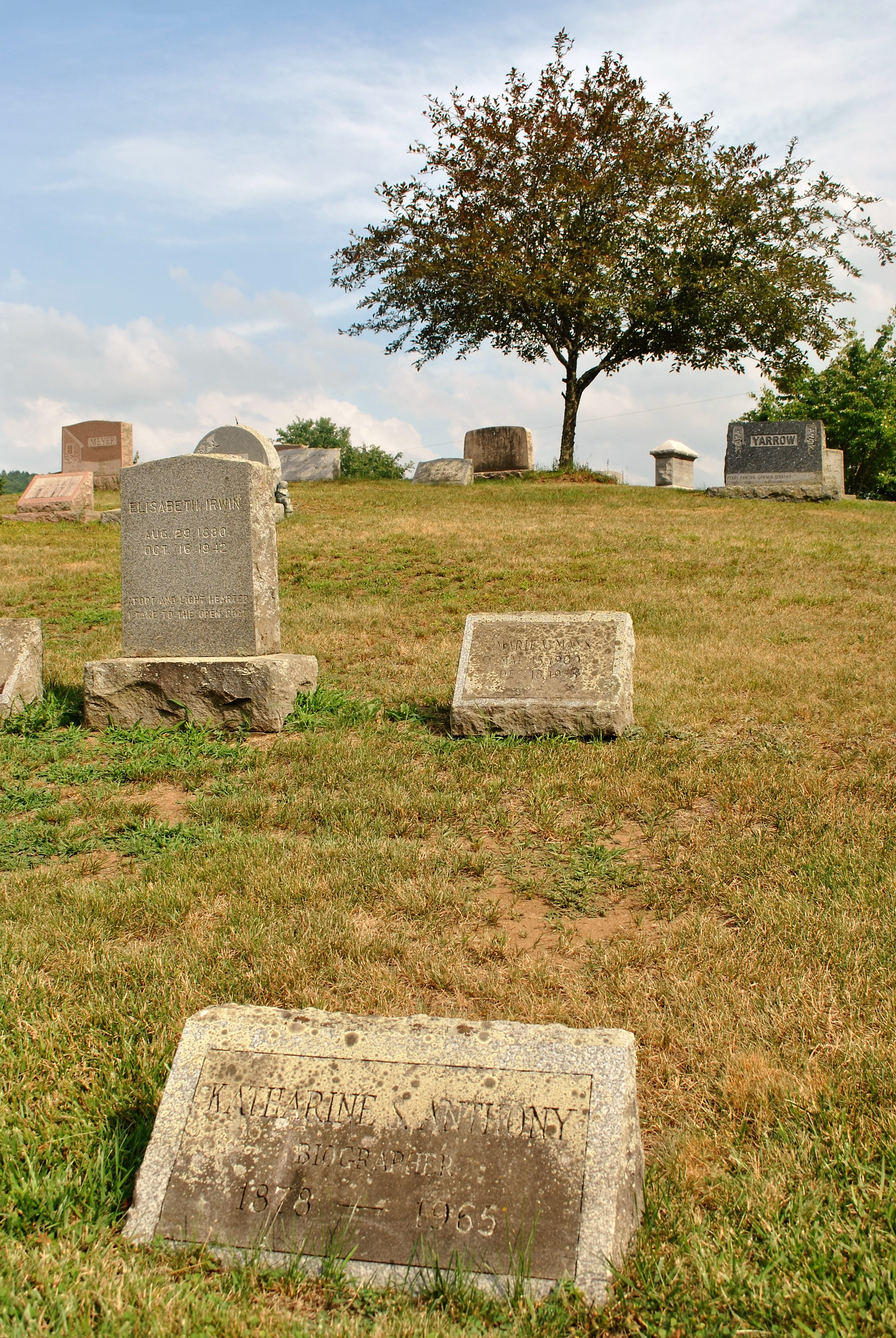
Cementerio de Morningside, Gaylordsville, CT

Estudió en el Peabody College for Teachers en Nashville, las universidades de Heidelberg y Friburgo, y la Universidad de Chicago. Recibió un doctorado de Chicago en 1905 y enseñó en el Wellesley College en 1907. Se convirtió en maestra de escuela pública en 1910 y trabajó en ese momento en Fort Smith, Condado de Sebastian, Arkansas. Anthony se mudó de Arkansas –quizá porque su madre había muerto en 1917–, y desde 1920 vivió en Manhattan con su compañera de vida Elisabeth Irwin (1880–1942), la fundadora de Little Red School House, con quién crio a varios hijos adoptivos.
Su libro Catherine the Great fue reseñado positivamente en el New York Times (20 de diciembre de 1925, pág. BR8), que señala que Anthony tuvo, aparentemente por primera vez, acceso a todas las memorias privadas de Catherine. Su libro Marie Antoinette fue llamado "...vida fresca y original de Marie..." por el crítico del New York Times (29 de enero de 1933, pág. BR5). Este libro y Queen Elizabeth vendieron cada uno más de 100.000 copias. 
Murió en el Hospital de San Vicente, dos semanas después de sufrir un ataque cardíaco. Su obituario apareció en el New York Times el 22 de noviembre de 1965 (pág. 37). Le sobrevivió una hermana, Blanche Brown, de Berkeley, California. Su funeral fue en la ciudad de Nueva York, y fue enterrada junto a Irwin, en Gaylordsville, Connecticut, donde tenían una casa de verano.

## Obra
- 1914, Mothers Who Must Earn. Reimpreso en West Side Studies, Ayer Company ISBN 0-405-05434-3
- 1915, Feminism in Germany and Scandinavia, Henry Holt
- 1920, Margaret Fuller: A Psychological Biography, Harcourt, Brace and Howe, New York. OCLC 183791
- 1925, Catherine the Great. New York: Garden City Publishing Company. Reimpreso en marzo de 2003, Kessinger Publishing, 344 páginas, ISBN 0-7661-4351-1
- 1929, Queen Elizabeth. Reimpreso en marzo de 2004, Kessinger Publishing, 316 páginas ISBN 0-7661-8640-7
- 1938, Louisa May Alcott, Alfred A Knopf. OCLC 944593
- c1958, First Lady of the Revolution: The Life of Mercy Otis Warren. George S MacManus Company. Reimpreso Kennikat Press [1972, c1958], Port Washington, N.Y., 258 páginas. ISBN 0-8046-1656-6
- 1945, The Lambs, A.A. Knopf, New York, 264 páginas. OCLC 1037436
- 1949, Dolly Madison, Her Life and Times. OCLC 547660
- 1954, Susan B. Anthony: Her Personal History and Her Era. OCLC 560998